# Platyptilia violacea
Platyptilia violacea là một loài bướm đêm thuộc họ Pterophoridae. Nó được tìm thấy ở Madagascar.